# 2000年のテレビドラマ (日本)
2000年のテレビドラマでは、2000年に日本国内で放送されたテレビドラマについてまとめる。

## NHKの主なテレビドラマ

### 正月時代劇
蒼天の夢 松陰と晋作・新世紀への挑戦
- 放送日：1月3日
- 原作：司馬遼太郎
- 脚本：下川博
- 出演：中村橋之助、野村萬斎、天海祐希 他

### 連続テレビ小説
あすか - 制作：NHK大阪放送局
- 放送日：1999年10月4日 - 2000年4月1日
- 脚本：鈴木聡
- 出演：竹内結子、藤木直人 他

私の青空
- 放送日：2000年4月3日 - 9月30日
- 脚本：内舘牧子
- 出演：田畑智子 他

オードリー - 制作：NHK大阪放送局
- 放送日：2000年10月2日 - 2001年3月31日
- 脚本：大石静
- 出演：岡本綾 他

### 大河ドラマ
葵 徳川三代
- 放送日：1月9日 - 12月17日
- 脚本：ジェームス三木
- 出演：津川雅彦、西田敏行 他

### 時代劇ロマン
一絃の琴
- 放送日：3月27日 - 7月31日
- 脚本：田中晶子
- 出演：田中美里 他

柳橋慕情
- 放送日：8月21日 - 12月18日
- 原作：山本周五郎
- 脚本：大野靖子
- 出演：若村麻由美 他

### ドラマDモード
ゲームの達人
- 放送日：3月28日 - 5月2日
- 原作：シドニィ・シェルダン
- 脚本：西岡琢也、小田切正明
- 出演：中谷美紀 他

FLY 航空学園グラフィティ
- 放送日：5月9日 - 7月18日
- 脚本：尾西兼一
- 出演：大友康平、片瀬那奈 他

喪服のランデヴー
- 放送日：8月15日 - 9月12日
- 原作：コーネル・ウールリッチ
- 脚本：野沢尚
- 出演：藤木直人 他

深く潜れ〜八犬伝2001〜
- 放送日
  - 地上波：10月3日 - 12月12日
  - NHK衛星第2テレビジョン：10月3日 - 10月14日
- 脚本：神山由美子、藤本匡介
- 出演：鈴木亜美、小西真奈美 他

### 金曜時代劇
スキッと一心太助
- 放送日：1999年9月10日 - 2000年3月17日
- 出演：緒形直人 他

### ドラマ愛の詩
六番目の小夜子
- 放送日：4月8日 - 6月24日
- 原作：恩田陸
- 脚本：宮村優子
- 出演：鈴木杏、村田雄浩、栗山千明、多岐川裕美、一色紗英、松本まりか、平田裕香、山田孝之、伊藤隆大、勝地涼、冨士眞奈美 他

浪花少年探偵団 - 制作：NHK大阪放送局
- 放送日：10月7日 - 12月23日
- 原作：東野圭吾
- 脚本：長川千佳子、久松真一、犬童一心、飯野陽子、土田英生
- 出演：山田まりや、細見大輔、菅原さくら、正司照枝、中村大輝 他

## 日本テレビ系の主なテレビドラマ
行け行けイケメン!
- 放送日：1月9日 - 3月26日
- 脚本：高山直也 他
- 出演：村上信五、横山裕、渋谷すばる 他

SPACE ANGEL 2001円宇宙の旅
- 放送日：4月16日 - 6月25日
- 脚本：高山直也 他
- 出演：長谷川純、加藤成亮、東新良和、北浦実千枝 他

怖い日曜日〜2000〜
- 放送日：7月2日 - 11月26日
- 脚本：高山直也 他
- 出演：赤西仁、長谷川純、長谷部隼、萩原幸人 他

史上最悪のデート
- 放送日：2000年12月3日 - 2001年4月29日
- 脚本：高山直也、花岡貴子、尾崎将也、山崎岳、旺季志ずか 他
- 出演：相葉雅紀（嵐）、ビビアン・スー 他

### 読売テレビ制作・月曜10時
シンデレラは眠らない
- 放送日：1月10日 - 3月6日
- 原案：寺館和子『獅子の娘』（芳文社）
- 脚本：森岡利行
- 出演：原沙知絵、上川隆也、安達祐実、根津甚八、夏八木勲、秋吉久美子 他

永遠の仔 - 制作：東北新社クリエイツ
- 放送日：4月10日 - 6月26日
- 原作：天童荒太
- 脚本：中島丈博
- 出演：中谷美紀、渡部篤郎、椎名桔平、石田ゆり子 他

リミット もしも、わが子が…
- 放送日：7月3日 - 9月11日
- 原作・脚本：野沢尚
- 出演：安田成美、佐藤浩市、山本未來、田中美佐子、陣内孝則 他

ヒューマン・ラブ・ストーリー 明日を抱きしめて
- 放送日：10月9日 - 12月11日
- 原作：前川麻子
- 脚本：市川森一
- 出演：松本幸四郎 (9代目)、高島礼子、鳥羽潤、三田佳子 他

### 水曜ドラマ
平成夫婦茶碗〜ドケチの花道〜
- 放送日：1月12日 - 3月15日
- 脚本：森下佳子
- 企画プロデュース：遊川和彦
- 出演：東山紀之、浅野温子 他

天使が消えた街
- 放送日：4月12日 - 6月28日
- 脚本：清水有生
- 出演：堂本光一、藤井フミヤ、内田有紀、酒井法子 他

億万長者と結婚する方法
- 放送日：7月5日 - 9月13日
- 脚本：青柳祐美子
- 出演：藤原紀香、宝生舞、とよた真帆、筒井道隆、研ナオコ、岩城滉一 他

ストレートニュース
- 放送日：10月11日 - 12月13日
- 脚本：中園ミホ
- 出演：三上博史 他

### 土曜ドラマ
バーチャルガール
放送日：1月15日 - 3月11日
- 脚本：大石哲也
- 出演：榎本加奈子、陣内孝則、三宅健、篠原ともえ 他

伝説の教師
- 放送日：4月15日 - 6月24日
- 原案：松本人志
- 脚本：石原武龍、福田千津子、吉田智子、後藤法子
- 出演：松本人志、中居正広 他

フードファイト
- 放送日：7月1日 - 9月16日
- 企画：野島伸司
- 脚本：山崎淳也
- 出演：草彅剛、深田恭子、宮沢りえ、八千草薫、佐野史郎 他

新宿暴走救急隊
- 放送日：10月14日 - 12月16日
- 脚本：大石哲也、吉田智子、三上幸四郎、海老克哉、後藤法子
- 出演：田村淳（ロンドンブーツ1号2号）、田村亮（ロンドンブーツ1号2号）、上原多香子、鈴木杏樹、内藤剛志 他

### shin-D
未来からのラブレター
- 放送日：1月10日 - 31日
- 出演：田中美里 他

東京らぶ
- 放送日：2月7日 - 3月27日
- 出演：椎名法子 他

おもひでベッド
- 放送日：4月3日 - 5月8日
- 出演：藤崎奈々子、板尾創路 他

ナツのツボミ
- 放送日：5月15日 - 6月26日
- 出演：林知花、橋本真実、永田杏奈、福井裕佳梨 他

2度目の初恋
- 放送日：7月3日 - 31日
- 出演：真中瞳 他

OLポリス
- 放送日：8月7日 - 28日
- 出演：梅宮アンナ、梨花、MIKE、細木美和、長井律子、春日井静奈、三浦絵理子 他

七人ぐらいの兵士
- 放送日：9月4日 - 25日
- 出演：明石家さんま、生瀬勝久、恵俊彰、一色紗英 他

GirL
- 放送日：10月4日 - 25日
- 出演：宮崎あおい 他

平成夫婦茶碗外伝「成田家の人々」
- 放送日：11月1日 - 29日
- 脚本：武田菜穂
- 出演：清水章吾、戸田恵子、矢沢心 他

死体生活
- 放送日：12月6日 - 20日
- 出演：温水洋一 他

### スペシャルドラマ
バカヤロー!2000 ニッポン人の怒りが爆発する!!
- 放送日：3月29日
- 脚本：大森寿美男、菅正太郎、後藤法子
- 出演：中井貴一、ビビアン・スー、大原麗子、中村雅俊 他

空のかけら -Message from the Sky-
- 放送日：4月1日
- 脚本：浅野有生子
- 出演：河村彩、橋龍吾、甲本雅裕、近江谷太朗、高畑淳子、佐藤B作、山田侑磨、石田未来、小林由佳、しらたひさこ 他

星の海 - 制作：福岡放送
- 放送日：8月5日
- 脚本：成田可子
- 出演：仁藤優子、濱田のり子、古川和哉、奥城みさと 他

オカン - 制作：読売テレビ
- 放送日：9月3日
- 原作：西川のりお（第20回読売「ヒューマン・ドキュメンタリー」大賞カネボウスペシャル優秀作品、主催：読売新聞社、後援：NTV、カネボウ）
- 脚本：森下直
- 出演：天童よしみ、橋爪功、赤井英和 他

日本テレビシナリオ登竜門2000『The Last 10 months／10か月』
- 放送日：10月21日
- 脚本：藤井清美
- 出演：南果歩、伊原剛志、野村佑香、大島さと子 他

刑事
- 放送日：12月8日
- 脚本：森岡利行
- 出演：舘ひろし 他

平成夫婦茶碗スペシャル〜お母さんは風になった…
- 放送日：12月19日
- 脚本：森下佳子
- 出演：東山紀之、浅野温子 他

泥棒家族「見ないと盗むぞ!由緒正しい泥棒一家の愛と笑いのホームコメディ・必見!盗みの手口教えます」
- 放送日：12月20日
- 脚本：大森寿美男
- 出演：津川雅彦、舘ひろし、南果歩、長谷川純、寺脇康文 他

博多8m/mパラダイス - 制作：福岡放送
- 放送日：12月24日
- 出演：馬渕英里何 他

## TBS系の主なテレビドラマ
南町奉行事件帖 怒れ!求馬II
- 放送日：1999年10月25日 - 2000年2月28日
- 出演：原田龍二、田中健、野川由美子、田村高廣 他

水戸黄門 第28部
- 放送日：3月6日 - 11月20日
- 出演：佐野浅夫、あおい輝彦、伊吹吾郎、高橋元太郎、由美かおる、野村将希 他

大江戸を駈ける!
- 放送日：11月2日 - 2001年3月19日
- 出演：原田龍二、田中健、野川由美子、田村高廣 他

### 木曜9時
3年B組金八先生（第5シリーズ）
- 放送日：1999年10月14日 - 2000年3月30日
- 脚本：小山内美江子
- 出演：武田鉄矢、星野真里、佐野泰臣、鈴木正幸 他

君が教えてくれたこと
- 放送日：4月13日 - 6月29日
- 脚本：武田百合子、原田菜緒子
- 出演：ともさかりえ、上川隆也、藤原竜也、加藤茶、宅麻伸 他

20歳の結婚
- 放送日：7月6日 - 9月14日
- 脚本：尾西兼一、中園ミホ、吉本昌弘
- 出演：優香、米倉涼子、安西ひろこ、押尾学、松尾雄一、平山綾、宮崎あおい、坂口憲二、増田恵子、宮崎美子、中尾彬 他

渡る世間は鬼ばかり（第5シリーズ）
- 放送日：2000年10月5日 - 2001年9月27日
- 脚本：橋田壽賀子
- 出演：泉ピン子、藤岡琢也 他

### 金曜9時
恋の神様
- 放送日：1月14日 - 3月17日
- 脚本：青柳祐美子
- 出演：木村佳乃、いしだ壱成、金子賢、畑野浩子、米倉涼子、柏原崇 他

池袋ウエストゲートパーク
- 放送日：4月14日 - 6月23日
- 原作：石田衣良『池袋ウエストゲートパーク』（文藝春秋刊）
- 脚本：宮藤官九郎
- 出演：長瀬智也（TOKIO）、加藤あい、窪塚洋介、山下智久、妻夫木聡、小雪、佐藤隆太、阿部サダヲ、渡辺謙 他

Summer Snow
- 放送日：7月7日 - 9月15日
- 脚本：小松江里子
- 出演：堂本剛、広末涼子、今井翼、池脇千鶴、小栗旬、中村俊介、国仲涼子、原日出子、角野卓造 他

教習所物語
- 放送日：10月13日 - 12月22日
- 脚本：樫田正剛、斎藤ひろし、渡辺典子、渡邊睦月
- 出演：水前寺清子、武田鉄矢、益岡徹、田口浩正、上原さくら 他

### 金曜ドラマ
金曜日の恋人たちへ
- 放送日：1月14日 - 3月17日
- 脚本：中山乃莉子
- 出演：藤原紀香、高橋克典、水野真紀、伊原剛志、野際陽子、古谷一行 他

QUIZ
- 放送日：4月14日 - 6月23日
- 脚本：相内美生、関えり香、飯野陽子
- 出演：財前直見、内山理名、内藤剛志、生瀬勝久 他

Friends
- 放送日：7月7日 - 9月15日
- 脚本：関根俊夫、宮原氣、芝田知子
- 出演：浜田雅功（ダウンタウン）、和久井映見、山口達也（当時TOKIO）、竹内結子、宮本浩次（エレファントカシマシ）、村田雄浩、鈴木砂羽、内藤剛志、大杉漣 他

真夏のメリークリスマス
- 放送日：10月13日 - 12月15日
- 脚本：清水東、関えり香、相内美生、原克子
- 出演：竹野内豊、中谷美紀、加藤あい、杉本哲太、畑野浩子、山田麻衣子、深沢邦之、上原美佐、大杉漣、伊武雅刀 他

### 日曜劇場
ビューティフルライフ
- 放送日：1月16日 - 3月26日
- 脚本：北川悦吏子
- 出演：木村拓哉、常盤貴子 他

サラリーマン金太郎2
- 放送日：4月9日 - 7月2日
- 原作：本宮ひろ志
- 脚本：中園健司
- 出演：高橋克典、羽田美智子、沢口靖子、保阪尚輝、秋野大作、野際陽子、津川雅彦 他

催眠
- 放送日：7月9日 - 9月17日
- 原作：松岡圭祐
- 脚本：田子明弘
- 出演：稲垣吾郎（SMAP）、瀬戸朝香、羽田美智子、矢田亜希子、藤竜也 他

オヤジぃ。
- 放送日：10月8日 - 12月17日
- 脚本：遊川和彦
- 出演：田村正和、黒木瞳、水野美紀、広末涼子、岡田准一（V6）、石田ゆり子 他

### 愛の劇場
新・天までとどけ
- 放送日：1999年12月13日 - 2000年3月17日
- 出演：松田美由紀、宮川大助 他

あっとほーむ
- 放送日：3月20日 - 6月9日
- 脚本：中谷まゆみ
- 出演：尾上紫、谷原章介 他

ママまっしぐら!
- 放送日：4月9日 - 7月2日
- 原作：富田安紀良『ほっといてよ!ママ』（集英社ヤングジャンプBJ）
- 脚本：渡辺典子
- 出演：芳本美代子、石橋保、栩原楽人、徳井優、大島蓉子、網浜直子、筒井康隆 他

大好き!五つ子2
- 放送日：7月24日 - 9月1日
- 脚本：浪江裕史
- 出演：森尾由美、新井康弘 他

永遠の1/2
- 放送日：9月4日 - 11月24日
- 原作：アイリーン・グージ『偽りの薔薇の園』
- 脚本：山永明子、三上幸四郎、遠藤彩見、稲葉一宏
- 出演：戸田麻衣子、小沢真珠 他

温泉へ行こう2
- 放送日：11月27日 - 2001年2月23日
- 出演：加藤貴子、田中実 他

### ドラマ30
アゲイン〜ラヴ・ソングをもう一度〜 - 制作：中部日本放送
- 放送日：1999年12月13日 - 2000年3月17日
- 脚本：塩田千種、星川泰子
- 出演：川上麻衣子、青田典子、下條アトム、松原智恵子 他

いばらの償い - 制作：MBS毎日放送
- 放送日：1月31日 - 3月24日
- 原案・脚本：浅田聖林
- 脚本：横田理恵、国井桂
- 出演：市毛良枝、升毅、松田一沙、森川由加里、坂上二郎、淡路恵子 他

離婚計画〜いつか愛したあなたへ〜 - 制作：MBS毎日放送
- 放送日：3月27日 - 5月26日
- 脚本：森脇京子、清本由紀、長瀬未代子
- 出演：宮崎美子 他

キッズ・ウォー2 〜ざけんなよ〜 - 制作：中部日本放送
- 放送日：5月29日 - 7月28日
- 脚本：畑嶺明
- 出演：生稲晃子、川野太郎、井上真央、小谷幸弘、宮崎真汐、金澤匠 他

ふしぎな話 - 制作：MBS毎日放送
- 放送日：7月31日 - 8月25日

ディア・ゴースト - 制作：MBS毎日放送
- 放送日：8月28日 - 9月29日
- 原作・脚本：宮内婦貴子
- 出演：菊池麻衣子 他

蔵の宿
- 放送日：10月2日 - 12月1日
- 原作：『蔵の宿』芳文社・週刊漫画TIMES（作：西ゆうじ・作画：田名俊信）
- 脚本：友澤晃一
- 出演：田中美奈子 他

君のままで - 制作：MBS毎日放送
- 放送日：2000年12月4日 - 2001年2月2日
- 脚本：坂田義和
- 出演：床嶋佳子 他

### スペシャルドラマ
向田邦子新春ドラマスペシャル あ・うん - 制作：KANOX
- 放送日：1月1日
- 原作：向田邦子『あ・うん』
- 脚本：筒井ともみ
- 出演：田中裕子、小林薫、樋口可南子、串田和美、池脇千鶴、窪塚洋介、森繁久彌 他

千晶、もう一度笑って - 制作：MMJ
- 放送日：1月7日
- 原作：麻生千晶『心のノート〜ちいさな生の記録〜』
- 脚本：相内美生
- 出演：かたせ梨乃、鈴木杏、菅野美穂、布施博、益岡徹 他

19　広島発ミュージシャン誕生物語 - 制作：中国放送
- 放送日：2月12日
- 脚本：小此木聡、小松壮一郎
- 出演：徳山秀典 他

はなまるマーケット殺人事件
- 放送日：3月10日
- 脚本：寺田敏雄
- 出演：薬丸裕英、岡江久美子 他

ブラック・ジャック 生存確率ゼロ
- 放送日：3月31日
- 原作：手塚治虫
- 脚本：清水東
- 出演：本木雅弘、永作博美、白竜、岸部一徳 他

春の夜の夢3連発スペシャル 奇跡の大逆転! - 制作：MMJ、ホリプロ、ネクスト・プロデュース
- 放送日：4月7日
- 出演：広末涼子、桃井かおり、岸谷五朗、篠原涼子、吉本多香美、仲村トオル 他

女子刑務所東三号棟II
- 放送日：4月10日
- 出演：泉ピン子、菅野美穂、清水由貴子、相田翔子、内海桂子、岡本麗 他

雨に眠れ
- 放送日：5月29日
- 出演：矢沢永吉、ビビアン・スー、石野真子、寺田農、風間杜夫 他

百年の物語
- 放送日：8月29日 - 30日
- 出演：松嶋菜々子 他

寺内貫太郎一家2000 - 制作：KANOX
- 放送日：9月22日
- 原作：向田邦子
- 脚本：金子成人
- 出演：小林亜星、加藤治子、西城秀樹、樹木希林、浅田美代子 他

松本清張特別企画 危険な斜面 - 制作：大映テレビ
- 放送日：9月24日
- 原作：松本清張『危険な斜面』
- 脚本：金子成人
- 出演：田中美佐子、風間杜夫、袴田吉彦、斎藤洋介、伊東貴明、粟田麗、大滝秀治 他

HOTELスペシャル2000秋「姉さんビックリ大事件です!?」 - 制作：近藤照男プロダクション
- 放送日：9月28日
- 原作：石ノ森章太郎『HOTEL』
- 脚本：横田与志、高橋孝之介
- 出演：高嶋政伸、紺野美沙子、赤坂晃、小林稔侍、丹波哲郎 他

ブラック・ジャックII 天才女医のウエディングドレス
- 放送日：9月29日
- 原作：手塚治虫
- 脚本：清水東
- 出演：本木雅弘、松雪泰子、高橋克典（友情出演）、板東英二、横山めぐみ、山崎一、田山涼成、いかりや長介 他

真夏のクリスマス - 制作：テレパック
- 放送日：10月9日
- 脚本：鄭義信
- 出演：明石家さんま、浅野ゆう子、小倉久寛、篠原涼子、羽野晶紀、内藤剛志 他

乳房 THE BREAST - 制作：中部日本放送
- 放送日：11月23日
- 脚本：市川森一
- 出演：宮沢りえ、小林薫 他

2000年度芸術祭優秀賞受賞作品『義父のいる風景』
- 放送日：11月27日
- 原案・企画：福田新一
- 脚本：井上正子
- 出演：田中美佐子、小林桂樹、松任谷正隆、前田愛 他

さらば天国に一番近い男 天国に一番近い男VS太陽を盗んだ男　"東京を救えなかったら即死亡!"世紀末恐怖の大王が降って来た!史上最強の大決戦スペシャル!!
- 放送日：12月29日
- 脚本：越智真人
- 出演：松岡昌宏、奥菜恵、いしだ壱成、池内博之、袴田吉彦、窪塚洋介、陣内孝則 他

## フジテレビ系の主なテレビドラマ

### 月曜9時
二千年の恋
- 放送日：1月10日 - 3月20日
- 脚本：藤本有紀、大森美香、浅野妙子、尾崎将也
- 出演：中山美穂、金城武、宮沢和史（THE BOOM）、仲間由紀恵、東幹久 他

天気予報の恋人 - 制作：共同テレビ
- 放送日：4月10日 - 6月26日
- 脚本：岡田惠和
- 出演：佐藤浩市、稲森いずみ、深津絵里、矢部浩之、米倉涼子、渡辺いっけい、原田美枝子 他

バスストップ
- 放送日：7月3日 - 9月18日
- 脚本：いずみ吉紘
- 出演：飯島直子、内村光良、国分太一（TOKIO）、内山理名、吉沢悠、星野真里、網浜直子、柳葉敏郎 他

やまとなでしこ - 制作：共同テレビ
- 放送日：10月9日 - 12月8日
- 脚本：中園ミホ
- 出演：松嶋菜々子、堤真一、矢田亜希子、須藤理彩、押尾学、筧利夫、今井陽子、森口瑤子、市毛良枝、東幹久、西村雅彦 他

### 火曜9時
お見合い結婚
- 放送日：1月11日 - 3月21日
- 脚本：吉田紀子
- 出演：松たか子、ユースケ・サンタマリア、窪塚洋介、さとう珠緒、川原亜矢子、今井雅之、田山涼成、清水章吾、ジュディ・オング、いしだあゆみ 他

ナースのお仕事3
- 放送日：4月11日 - 9月19日
- 脚本：両沢和幸、橋部敦子、金子ありさ
- 出演：観月ありさ、松下由樹、神田うの、藤木直人、国分佐智子、高田聖子、ふせえり、石原良純、伊藤かずえ、吉行和子、長塚京三 他

編集王 - 制作：共同テレビ
- 放送日：10月10日 - 12月19日
- 原作：土田世紀
- 脚本：秦建日子、十川誠志、川嶋澄乃
- 出演：原田泰造（ネプチューン）、京野ことみ、菊川怜、真中瞳、高橋克実、八嶋智人、川端竜太、大竹しのぶ、蟹江敬三、中山秀征 他

### 関西テレビ制作・火曜10時
イマジン
- 放送日：1月11日 - 3月21日 - 制作：G・カンパニー
- 原作：槙村さとる（集英社・コーラス連載）
- 脚本：
- 出演：深田恭子、黒木瞳、阿部寛、中村俊介 他

ショカツ - 制作：共同テレビ
- 放送日：4月11日 - 6月27日
- 原作：佐竹一彦
- 脚本：戸田山雅司、田辺満、高山直也、秦建日子
- 出演：松岡昌宏（TOKIO）、田中美佐子、高樹沙耶、野村宏伸 他

花村大介 - 制作：MMJ
- 放送日：7月4日 - 9月19日
- 脚本：尾崎将也
- 出演：ユースケ・サンタマリア、いしだ壱成、水野美紀、川島なお美 他

神様のいたずら - 制作：共同テレビ
- 放送日：10月10日 - 12月19日
- 脚本：江頭美智留、松田裕子
- 出演：岸谷五朗、財前直見、鈴木杏、阿部寛 他

### 水曜8時時代劇
剣客商売（第2シリーズ） - 制作：松竹 ※最終作品
- 放送日：1999年12月8日 - 2000年3月16日
- 原作：池波正太郎
- 出演：藤田まこと、小林綾子、渡部篤郎 他

### 水曜9時
モナリザの微笑
- 放送日：1月12日 - 3月22日
- 脚本：福田靖、飯野陽子、前川淳
- 出演：江口洋介、伊武雅刀、葉月里緒菜、岡田准一、松本幸四郎 他

ショムニ（第2シリーズ） - 制作：共同テレビ
- 放送日：4月12日 - 6月28日
- 原作：安田弘之『ショムニ』（講談社・モーニング）
- 脚本：高橋留美、橋本裕志、十川誠志、福島三郎
- 出演：江角マキコ、宝生舞、高橋由美子、京野ことみ、櫻井淳子、戸田恵子、戸田菜穂、沢村一樹、高橋克実、石黒賢、森本レオ 他

愛をください - 制作：共同テレビ
- 放送日：7月5日 - 9月20日
- 原作・脚本：辻仁成
- 出演：菅野美穂、陣内孝則、江口洋介、伊藤英明、原沙知絵、黒谷友香、杉本哲太、真矢みき、筧利夫、風吹ジュン 他

涙をふいて
- 放送日：10月11日 - 12月20日
- 脚本：吉田紀子、林宏司
- 出演：江口洋介、二宮和也（嵐）、内田有紀、トータス松本、上戸彩、神木隆之介、酒井敏也、眞鍋かをり、いしだあゆみ、いかりや長介 他

### 木曜劇場
ブランド BRAND - 制作：共同テレビ
- 放送日：1月13日 - 3月23日
- 脚本：田渕久美子
- 出演：今井美樹、市川染五郎、佐藤藍子、北浦共笑、江波杏子、宇津井健、吉田栄作 他

太陽は沈まない
- 放送日：4月13日 - 6月22日
- 脚本：水橋文美江
- 出演：滝沢秀明、松雪泰子、優香、大杉漣、伊藤蘭、竹下景子 他

合い言葉は勇気 - 制作：イースト
- 放送日：7月6日 - 9月14日
- 脚本：三谷幸喜
- 出演：役所広司、鈴木京香、香取慎吾 他

ラブコンプレックス
- 放送日：10月12日 - 12月21日
- 脚本：君塚良一
- 出演：唐沢寿明、反町隆史、木村佳乃、りょう、小雪、西田尚美、伊東美咲、段田安則、江波杏子 他

### 東海テレビ制作昼の帯ドラマ
ザ・美容室 - 制作：テレパック
- 放送日：1月4日 - 3月31日
- 脚本：篠崎好、秋田佐知子
- 出演：今村恵子、大空眞弓、夏木マリ 他

はるちゃん4 - 制作：国際放映
- 放送日：4月3日 - 6月30日
- 原作：青柳裕介
- 脚本：大久保昌一良、金子裕
- 出演：中原果南、音無美紀子 他

女同士 - 制作：東宝
- 放送日：7月3日 - 9月22日
- 脚本：清水喜美子、関根俊夫、田部俊行
- 出演：渡辺典子、中川安奈、冨家規政 他

幸福の明日 - 制作：ビデオフォーカス
- 放送日：9月25日 - 12月28日
- 脚本：梶本恵美、秋田佐知子
- 出演：清水由貴子、並樹史朗 他

### 深夜ドラマ
賭事女王 〜GAMBLE QUEEN〜
- 放送日：1999年10月11日 - 2000年3月27日
- 原作：安田弘之
- 脚本：高橋留美
- 出演：園原佑紀乃、木内晶子、内藤陽子、一戸奈美 他

らぶ・ちゃっと
- 放送日：4月24日 - 9月25日
- 出演：週替り

### スペシャルドラマ
ショムニスペシャル - 制作：共同テレビ
- 放送日：1月2日
- 原作：安田弘之
- 脚本：高橋留美
- 出演：江角マキコ、宝生舞、高橋由美子、京野ことみ、櫻井淳子、戸田恵子、戸田菜穂、大塚寧々、高橋克実、石黒賢、森本レオ 他

困ったひとたち - 制作：関西テレビ、大映
- 放送日：1月4日
- 脚本：高橋留美
- 出演：西村雅彦、岸本加世子、須藤理彩 他

スチュワーデス刑事4
- 放送日：1月7日
- 脚本：伴一彦
- 出演：財前直見、水野真紀、木村佳乃、村田雄浩、有森也実、杉本哲太 他

果つる底なき - 制作：共同テレビ
- 放送日：2月11日
- 原作：池井戸潤『果つる底なき』（第44回江戸川乱歩賞受賞作品）
- 脚本：福田靖
- 出演：渡辺謙、菅野美穂、高樹沙耶、段田安則 他

学校の怪談 春の呪いスペシャル - 制作：関西テレビ、大映
- 放送日：3月28日
- 出演：竹中直人、安藤政信、内山理名、根津甚八、宝生舞 他

きらきらひかる3
- 放送日：4月4日
- 原作：郷田マモラ
- 脚本：井上由美子
- 出演：深津絵里、柳葉敏郎、篠原涼子、松雪泰子、小林聡美、鈴木京香 他

マッハブイロクドラマスペシャル・big大作戦 - 制作：共同テレビ
- 放送日：6月29日
- 脚本：川嶋澄乃
- 出演：V6、西村雅彦、仲間由紀恵、萩原流行 他

花瀬ちなつの殺人スクープ - 制作：東映
- 放送日：6月30日
- 脚本：砂本量
- 出演：藤原紀香、西村雅彦、朝丘雪路、小林稔侍、古谷一行、高橋英樹 他

父さん（FNS1億2700万人の27時間テレビ夢列島〜家族 愛 Love You〜） - 制作：共同テレビ
- 放送日：7月21日
- 原作・脚本：橋田壽賀子
- 出演：萩原健一、櫻井翔（嵐）、井上真央、香取慎吾、高橋惠子 他

女検死官 - 制作：共同テレビ
- 放送日：7月21日
- 原作・脚本：鎌田敏夫
- 出演：天海祐希、内藤剛志、細川ふみえ、小野武彦 他

最後のストライク〜炎のストッパー津田恒美・愛と死を見つめた直球人生〜
- 放送日：7月28日
- 原作：『最後のストライク』（津田晃代著・幻冬舎文庫）
- 脚本：松原敏春
- 出演：岸谷五朗、石田ひかり、石黒賢、宇崎竜童 他

孫
- 放送日：8月4日
- 脚本：秦建日子
- 出演：いかりや長介、柳葉敏郎、七瀬なつみ、大泉逸郎 他

ほんとにあった怖い話2
- 放送日：8月25日
- 原作：朝日ソノラマ編集部
- 脚本：三宅隆太、小川智子、高木登、太田愛
- 出演：黒澤優、浅野温子、窪塚洋介、仲村トオル、酒井法子 他

ナニワ金融道5
- 放送日：9月25日
- 原作：青木雄二『ナニワ金融道』（講談社・モーニング連載）
- 脚本：君塚良一
- 出演：中居正広、小林薫、加藤あい、堤真一、梶原善、綿引勝彦、緒形拳 他

めぐる夏 - 制作：関西テレビ
- 放送日：9月28日
- 脚本：高橋ナツコ、片岡K
- 出演：後藤理沙 他

TEAMスペシャル - 制作：共同テレビ
- 放送日：11月3日
- 脚本：君塚良一
- 出演：草彅剛、西村雅彦、深田恭子、水野美紀、戸田菜穂、大杉漣、黒木瞳 他

フジテレビヤングシナリオ大賞2000『御就職 がんばれ!日本のお父さん』
- 放送日：11月25日
- 脚本：武井彩
- 出演：栗山千明、桑野信義、樋渡真司、明石亮太朗、木村多江 他

三億円事件〜20世紀最後の謎〜
- 放送日：12月30日
- 原作：一橋文哉
- 脚本：矢島正雄
- 出演：ビートたけし、長瀬智也、松田龍平、瀬戸朝香、渡部篤郎、音無美紀子、夏八木勲 他

## テレビ朝日系の主なテレビドラマ

### 月曜ドラマ・イン
月下の棋士 - 制作：MMJ ※最終作品
- 放送日：1月17日 - 3月13日
- 原作：能條純一『月下の棋士』（小学館・ビッグスピリッツコミックス刊）
- 脚本：尾崎将也
- 出演：森田剛、田辺誠一、山口紗弥加 他

### 水曜21時枠刑事ドラマ
はみだし刑事情熱系（第4シリーズ） - 制作：東映
- 放送日：1999年10月6日 - 2000年3月29日
- 出演：柴田恭兵、風吹ジュン、風間トオル、前田愛 他

はぐれ刑事純情派（第13シリーズ） - 制作：東映
- 放送日：4月5日 - 9月27日
- 出演：藤田まこと 他

はみだし刑事情熱系（第5シリーズ） - 制作：東映
- 放送日：2000年10月4日 - 2001年3月28日
- 出演：柴田恭兵、風吹ジュン、風間トオル、前田愛 他

### 木曜時代劇
八丁堀の七人（第1シリーズ） - 制作：東映
- 放送日：1月13日 - 3月16日
- 出演：片岡鶴太郎、村上弘明 他

暴れん坊将軍X - 制作：東映
- 放送日：3月30日 - 9月14日
- 出演：松平健 他

熱血!周作がゆく - 制作：東映
- 放送日：10月19日 - 12月14日
- 出演：中村俊介 他

### 木曜ミステリー
京都迷宮案内（第2シリーズ） - 制作：東映
- 放送日：1月27日 - 3月16日
- 出演：橋爪功、的場浩司、大路恵美、北村総一朗、野際陽子 他

別れる2人の事件簿 - 制作：東映
- 放送日：4月20日 - 6月22日
- 出演：片平なぎさ、布施博、豊原功輔、仁藤優子、トミーズ雅 他

京都潜入捜査官 THE SLIPPERS - 制作：東映
- 放送日：7月6日 - 9月14日
- 出演：名取裕子、渡辺えり子、河相我聞、阿南健治、ベンガル、小野武彦 他

科捜研の女（第2シリーズ） - 制作：東映
- 放送日：10月19日 - 12月14日
- 出演：沢口靖子、小林稔侍、内藤剛志、伊藤裕子、今村恵子、羽野晶紀 他

### 木曜ドラマ
恋愛中毒 - 制作：MMJ
- 放送日：1月20日 - 3月16日
- 原作：山本文緒
- 脚本：中園ミホ
- 出演：薬師丸ひろ子、鹿賀丈史、寺脇康文、岡本健一 他

アナザヘヴン〜eclipse〜 - 制作：アナザヘヴンカンパニー
- 放送日：4月20日 - 6月29日
- 原作・脚本：飯田譲治
- 出演：大沢たかお、江口洋介、加藤晴彦、本上まなみ、室井滋、原田芳雄、新山千春 他

つぐみへ…〜小さな命を忘れない〜 - 制作：ザ・ワークス
- 放送日：7月6日 - 9月14日
- 脚本：寺田敏雄、小田切正明
- 出演：鶴田真由、仲村トオル、山﨑努、さとう珠緒、金子賢 他

スタイル!
- 放送日：10月12日 - 12月14日
- 脚本：田渕久美子
- 出演：本木雅弘、竹内結子、坂井真紀、佐野史郎、戸田恵子 他

### 金曜ナイトドラマ
YASHA-夜叉- - 制作：国際放映 ※第1回作品
- 放送日：4月21日 - 6月30日
- 原作：吉田秋生
- 脚本：佐藤嗣麻子、武上純希、深沢正樹
- 出演：伊藤英明、大塚寧々、阿部寛、岩城滉一 他

TRICK - 制作：東宝
- 放送日：7月7日 - 9月15日
- 脚本：蒔田光治、林誠人
- 出演：仲間由紀恵、阿部寛、生瀬勝久、野際陽子 他

愛人の掟・あなたに逢いたくて - 制作：イースト
- 放送日：10月13日 - 12月15日
- 原案・脚本：梅田みか
- 出演：水野真紀、石黒賢、純名里沙、細川茂樹 他

### サタデードラマ
おばあちゃま、壊れちゃったの? ※最終作品
- 放送日：1月22日 - 3月18日
- 原作：生島ヒロシ
- 脚本：鈴木貴子
- 出演：高島礼子、内藤剛志、新山千春、田村高廣、赤木春恵 他

### 土曜ナイトドラマ
29歳の憂うつ パラダイスサーティー - 制作：カズモ ※第1回作品
- 放送日：4月22日 - 7月1日
- 原作：乃南アサ『パラダイス・サーティー』
- 脚本：瀧川晃代、飯野陽子
- 出演：石田ひかり、清水美砂、吉本多香美 他

OLヴィジュアル系（第1シリーズ） - 制作：CUC
- 放送日：7月8日 - 9月23日
- 原作：かなつ久美
- 脚本：輿水泰弘、吉田玲子、高橋ナツコ
- 出演：鈴木紗理奈、上原さくら、遠山景織子、原田龍二、松尾光次（DOGGY BAG）、畑野浩子 他

ただいま満室 - 制作：MMJ
- 放送日：10月14日 - 12月16日
- 原作：ぬまじりよしみ『ただいま満室!!』
- 脚本：大森美香、横田理恵、清水友佳子、小野沢美暁、清本由紀、李正姫
- 出演：榎本加奈子、沢村一樹、宮迫博之（雨上がり決死隊） 他

### SUPERヒーロータイム
燃えろ!!ロボコン - 制作：東映、ASATSU-DK
- 放送日：1999年1月31日 - 2000年1月23日
- 原作：石ノ森章太郎
- 脚本：西園悟 他
- 出演：伊倉一恵、未唯、渡辺いっけい、奈良沙緒理、三嶋啓介、小池城太朗、加藤夏希 他

救急戦隊ゴーゴーファイブ - 制作：東映、東映エージエンシー
- 放送日：1999年2月21日 - 2000年2月6日
- 原作：八手三郎
- 脚本：武上純希 他
- 出演：西岡竜一朗、谷口賢志、原田篤、柴田賢志、坂口望二香、マイク眞木、宮村優子、平沢草 他

仮面ライダークウガ - 制作：東映、ASATSU-DK ※第1回作品
- 放送日：2000年1月30日 - 2001年1月21日
- 原作：石ノ森章太郎
- 脚本：荒川稔久 他
- 出演：オダギリジョー、葛山信吾、村田和美、葵若菜、きたろう 他

未来戦隊タイムレンジャー - 制作：東映、東映エージエンシー
- 放送日：2000年2月13日 - 2001年2月11日
- 原作：八手三郎
- 脚本：小林靖子 他
- 出演：永井マサル、勝村美香、城戸裕次、小泉朋英、倉貫匡弘、笠原紳司、久瑠あさ美 他

### スペシャルドラマ
テレビ朝日開局40周年2000年山田太一スペシャルドラマ『そして、友だち』 - 制作：共同テレビ
- 放送日：1月8日
- 原作・脚本：山田太一
- 出演：深田恭子、野波麻帆、窪塚洋介、西田ひかる、仁科亜季子、伊武雅刀、うつみ宮土理、三浦友和、大滝秀治 他

橋田壽賀子ドラマスペシャル『想いでかくれんぼ』
- 放送日：3月4日
- 原作・脚本：橋田壽賀子
- 出演：渡哲也、江角マキコ、神田正輝、中田喜子、沢村一樹 他

天の瞳 - 制作：電通
- 放送日：3月25日
- 原作：灰谷健次郎
- 脚本：井上由美子
- 出演：鈴木京香、赤井英和、浅田拓哉、余貴美子、樹木希林、田中邦衛 他

手塚治虫劇場 - 制作：イースト
- 放送日：4月13日
- 原作：手塚治虫
- 出演：今井翼、木村佳乃、緒形拳 他

ひかりのまち - 制作：北海道テレビ放送
- 放送日：8月26日
- 脚本：遠藤彩見
- 出演：尾野真千子、風吹ジュン、すまけい、遠藤憲一 他

爆笑問題のおバカな人々
- 放送日：9月29日
- 出演：爆笑問題、長嶋一茂、吉本多香美、山口もえ 他

君の手がささやいている 第4章 - 制作：MMJ
- 放送日：10月5日
- 原作：軽部潤子『君の手がささやいている』『新・君の手がささやいている』（講談社刊）
- 脚本：岡田惠和
- 出演：菅野美穂、武田真治、谷口舞、木内みどり、高樹沙耶、本田博太郎、石田太郎、加賀まりこ 他

第17回サントリーミステリー大賞スペシャル『午前三時のルースター』 - 制作：朝日放送、国際放映
- 放送日：11月25日
- 原作：垣根涼介『午前三時のルースター』
- 脚本：奥寺佐渡子
- 出演：高橋克典、永作博美、西村雅彦、生田斗真、津川雅彦 他

手塚治虫スペシャル 20世紀最後の怪事件〜鉄腕アトムの名推理!〜 - 制作：ABC朝日放送
- 放送日：12月5日
- 出演：草野仁、今田耕司、藤井隆、山口もえ、小野武彦、高橋英樹、辰巳琢郎、高木美保、さとう珠緒、藤子不二雄A 他

第8回時代小説大賞スペシャル『仲蔵狂乱』 - 制作：ABC朝日放送
- 放送日：12月21日
- 原作：松井今朝子『仲蔵狂乱』
- 脚本：金子成人
- 出演：市川團十郎、栗原小巻、市川新之助、小林稔侍、坂本昌行、近藤正臣、大河内奈々子、林隆三 他

## テレビ東京系の主なテレビドラマ

### ドラマシリーズ・家族
貯まる女 - 制作：共同テレビ
- 放送日：1月12日 - 3月15日
- 脚本：野依美幸
- 出演：森公美子、山﨑努、辺見えみり 他

それぞれの断崖 - 制作：木下プロダクション
- 放送日：4月19日 - 6月21日
- 原作：小杉健治「それぞれの断崖」
- 脚本：相葉芳久
- 出演：三浦友和、手塚理美、橘実里、細山田隆人、石田えり、蟹江敬三 他

ハッピー2 愛と感動の物語 - 制作：MMJ
- 放送日：7月19日 - 9月20日
- 原作：波間信子「ハッピー!」
- 脚本：小野沢美暁、清本由紀
- 出演：高岡早紀、豊原功補、加勢大周、遠藤久美子、久我陽子、高橋英樹 他